# أليساندرو مازولا
أليساندرو مازولا (بالإيطالية: Alessandro Mazzola)‏ هو لاعب كرة قدم إيطالي في مركز الوسط، ولد في 15 يونيو 1969 في فاريزي في إيطاليا. لعب مع نادي برو باتاريا ونادي بياتشينزا ونادي تورينو ونادي ريجيانا 1919 ونادي فاريسي ونادي كاتانزارو ونادي لوغانو وهيلاس فيرونا.